# Championnats de France de patinage artistique 2020
Navigation
Championnats de France 2019 Championnats de France 2021
Les championnats de France de patinage artistique 2020 ont lieu du 19 au 21 décembre 2019 à la nouvelle patinoire Michel Raffoux de Dunkerque, ouverte le 1er août 2019. C'est la première fois que la ville nordiste reçoit les championnats nationaux.
Les championnats accueillent le patinage artistique, la danse sur glace et le patinage synchronisé. Les championnats de France de ballet sur glace et de patinage de vitesse sur piste courte sont aussi organisés en même temps.

## Faits marquants
- Laurine Lecavelier est absente après ses deux forfaits au Trophée de France et à la Coupe de Russie en novembre 2019.

- Maïa Mazzara qui patinait pour la Suisse la saison passée et qui avait été invitée à patiner aux championnats de France à Vaujany, patine désormais pour la France et décroche la médaille d'argent.

- Vanessa James et Morgan Ciprès, sextuples champions de France de la catégorie des couples artistiques, sont forfaits pour cette compétition.

## Podiums
| Épreuves                                 | Or                                      | Argent                             | Bronze                                |
| Messieurs résultats détaillés            | Kevin Aymoz                             | Adam Siao Him Fa                   | Romain Ponsart                        |
| Dames résultats détaillés                | Maé-Bérénice Meité                      | Maïa Mazzara                       | Léa Serna                             |
| Couples résultats détaillés              | Cléo Hamon / Denys Strekalin            | Camille Mendoza / Pavel Kovalev    | Coline Keriven / Noël-Antoine Pierre  |
| Danse sur glace résultats détaillés      | Gabriella Papadakis / Guillaume Cizeron | Adelina Galyavieva / Louis Thauron | Evgeniia Lopareva / Geoffrey Brissaud |
| Patinage synchronisé résultats détaillés | Les Zoulous                             | -                                  | -                                     |

## Détails des compétitions

### Messieurs
| Rang | Nom              | Points | Programme court | Programme court | Programme libre | Programme libre |
| ---- | ---------------- | ------ | --------------- | --------------- | --------------- | --------------- |
| 1    | Kevin Aymoz      | 286.45 | 1               | 97.73           | 1               | 188.72          |
| 2    | Adam Siao Him Fa | 251.30 | 2               | 87.62           | 2               | 163.68          |
| 3    | Romain Ponsart   | 233.82 | 3               | 77.26           | 3               | 156.56          |
| 4    | Philip Warren    | 219.72 | 5               | 71.28           | 4               | 148.44          |
| 5    | Adrien Tesson    | 201.71 | 4               | 75.70           | 6               | 126.01          |
| 6    | Luc Economides   | 194.54 | 6               | 65.28           | 5               | 129.26          |
| 7    | Landry Le May    | 181.66 | 8               | 61.60           | 7               | 120.06          |
| 8    | François Pitot   | 163.26 | 7               | 62.16           | 10              | 101.10          |
| 9    | Yann Frechon     | 160.38 | 9               | 52.79           | 8               | 107.59          |
| 10   | Xavier Vauclin   | 155.38 | 10              | 48.68           | 9               | 106.70          |

### Dames
| Rang    | Nom                | Points | Programme court | Programme court | Programme libre | Programme libre |
| ------- | ------------------ | ------ | --------------- | --------------- | --------------- | --------------- |
| 1       | Maé-Bérénice Meité | 166.90 | 1               | 59.44           | 1               | 107.46          |
| 2       | Maïa Mazzara       | 159.97 | 3               | 56.06           | 2               | 103.91          |
| 3       | Léa Serna          | 156.43 | 2               | 56.69           | 3               | 99.74           |
| 4       | Lorine Schild      | 145.60 | 4               | 52.38           | 4               | 93.22           |
| 5       | Océane Piegad      | 135.32 | 5               | 48.88           | 6               | 86.44           |
| 6       | Adriana Cagnon     | 131.20 | 6               | 47.83           | 7               | 83.37           |
| 7       | Sophie Sprung      | 131.11 | 7               | 41.56           | 5               | 89.55           |
| Forfait | Laurine Lecavelier |        |                 |                 |                 |                 |

### Couples
| Rang    | Nom                                  | Points | Programme court | Programme court | Programme libre | Programme libre |
| ------- | ------------------------------------ | ------ | --------------- | --------------- | --------------- | --------------- |
| 1       | Cléo Hamon / Denys Strekalin         | 155.74 | 1               | 58.52           | 2               | 97.22           |
| 2       | Camille Mendoza / Pavel Kovalev      | 155.30 | 2               | 52.97           | 1               | 102.33          |
| 3       | Coline Keriven / Noël-Antoine Pierre | 141.98 | 3               | 52.36           | 3               | 89.62           |
| Forfait | Vanessa James / Morgan Ciprès        |        |                 |                 |                 |                 |

### Danse sur glace
| Rang | Nom                                       | Points | Danse rythmique | Danse rythmique | Danse libre | Danse libre |
| ---- | ----------------------------------------- | ------ | --------------- | --------------- | ----------- | ----------- |
| 1    | Gabriella Papadakis / Guillaume Cizeron   | 229.07 | 1               | 91.85           | 1           | 137.22      |
| 2    | Adelina Galyavieva / Louis Thauron        | 184.85 | 2               | 71.64           | 2           | 113.21      |
| 3    | Evgeniia Lopareva / Geoffrey Brissaud     | 182.87 | 3               | 71.39           | 3           | 111.48      |
| 4    | Marie-Jade Lauriault / Romain Le Gac      | 179.49 | 4               | 70.61           | 4           | 108.88      |
| 5    | Julia Wagret / Pierre Souquet             | 156.39 | 5               | 64.15           | 5           | 92.24       |
| 6    | Natacha Lagouge / Arnaud Caffa            | 146.68 | 6               | 60.56           | 6           | 86.12       |
| 7    | Lila Maya Seclet Monchot / Renan Manceaux | 132.95 | 7               | 51.54           | 7           | 81.41       |

### Patinage synchronisé
| Rang | Nom                | Points | Programme court | Programme court | Programme libre | Programme libre |
| ---- | ------------------ | ------ | --------------- | --------------- | --------------- | --------------- |
| 1    | Les Zoulous (Lyon) | 157.59 | 1               | 54.12           | 1               | 103.47          |

## Source
Résultats des championnats de France 2020 sur le site csndg.org